# Francesco Tanasi (giurista)
Francesco Tanasi (Catania, 17 agosto 1966) è un giurista italiano, segretario nazionale del Codacons.

## Biografia
Francesco Tanasi nasce a Catania il 17 agosto 1966., dopo qualche anno per impegni lavorativi del padre si trasferisce a Roma. Padre giornalista, madre docente, a 14 anni inizia a scrivere su diverse testate giornalistiche siciliane, attività che prosegue per un ventennio. A 18 anni fonda l’associazione Orion, avvia importanti iniziative anche in ambito universitario e promuove conferenze nelle scuole siciliane su donazione del sangue, tossicodipendenza, disoccupazione giovanile, etc...
A 19 anni viene eletto presidente regionale dell’AFI, Associazione Fotosub Italia, e fonda l’EUROAFI composta da squadre antincendio e di protezione civile, ideando e promuovendo numerose iniziative a difesa dell’ambiente, tra le quali golfo pulito, agenti del mare e pronto intervento ecologico, agenti verdi e sos abeti (raccolta degli abeti utilizzati nel periodo natalizio per essere reimpiantati). Diventa Maestro Istruttore subacqueo e Direttore della Scuola Naturalisti subacquei con base operativa a Scauri (LT).
Successivamente fonda il Codacons ricoprendo la carica di presidente regionale Sicilia e vicepresidente nazionale. Si laurea in Giurisprudenza, si specializza in diritto dei consumatori e fonda il Movimento Politico Consumatori Italiani. Oggi è il Segretario nazionale del Codacons, la più importante associazione consumatori italiana, di cui è anche responsabile nazionale per la lotta alla criminalità economica e Professore di Diritto Pubblico all’Università San Raffaele Roma. È noto come un "ribelle rompiscatole " con la mania della battaglia legale in difesa dei consumatori. Alla causa della difesa di consumatori e dell'ambiente ha, infatti, consacrato numerosi anni della propria vita e moltissime battaglie, tutte combattute nei tribunali e nelle piazze, con il consenso della gente. 

## Opere
- Francesco Tanasi, Genesi e crollo del Sistema di Bretton Woods, ISBN 9788890585104.[9].
- Francesco Tanasi, Sistema monetario e integrazione economica europea, ISBN 9788890585111.[9]
- Francesco Tanasi, La politica monetaria europea, ISBN 9788890585128.[9]
- Francesco Tanasi, Progettazione didattica e disabilità, ISBN 9788890585135.
- Francesco Tanasi, Giustizia: Le comunicazioni e le notificazioni nel processo civile telematico, ISBN 9788890585142.[10].